# Stridshjälm

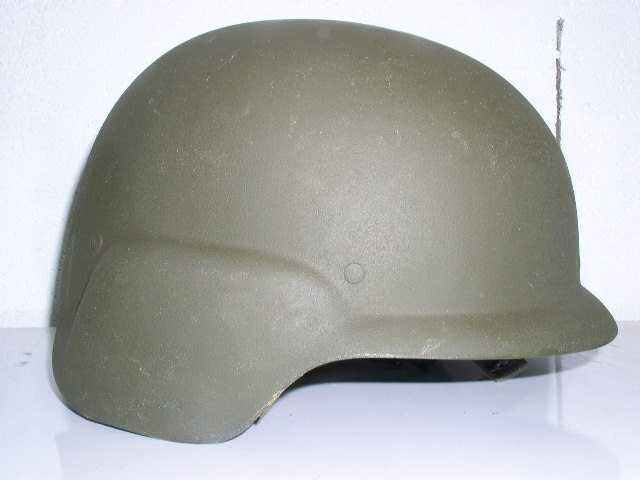
En modern fransk stridshjälm.

Stridshjälm är en hjälm som är avsedd att bäras i strid, i första hand som skyddsplagg.

## Västhistoria

### Urtid
Militära hjälmar tillverkades i förhistorisk tid av olika organiska material, troligen främst skinn. Det har även förekommit hjälmar förstärkta med plattor av horn eller ben. I Iliaden berättas att Akilles bar en läderhjälm tätt besatt med vildsvinständer.

### Bronsålder och förromersk järnålder
I och med bronsålderns intåg upptäckt började så småningom stridshjälmar även tillverkas i brons. Detta fortsatte även in i den tidiga järnåldern.
Bronshjälmar har haft mycket olika utseende. I Assyrien var hjälmarna toppiga, i Eturien försedda med en vass sidgående hjälmkam, så kallad villanovahjälm. I Grekland uppstod kägelformade hjälmar med hjälmkam samt heltäckande hjälmar med en Y-formad synslits för ögon och mun, så kallad korintisk hjälm. Ur denna typ utvecklade sig den attiska hjälmen med gångjärnsförsedda kindskydd. Den kom att bli förebild för den romerska montefortinohjälmarna(en) som infördes under de sista århundradena före Kristus.

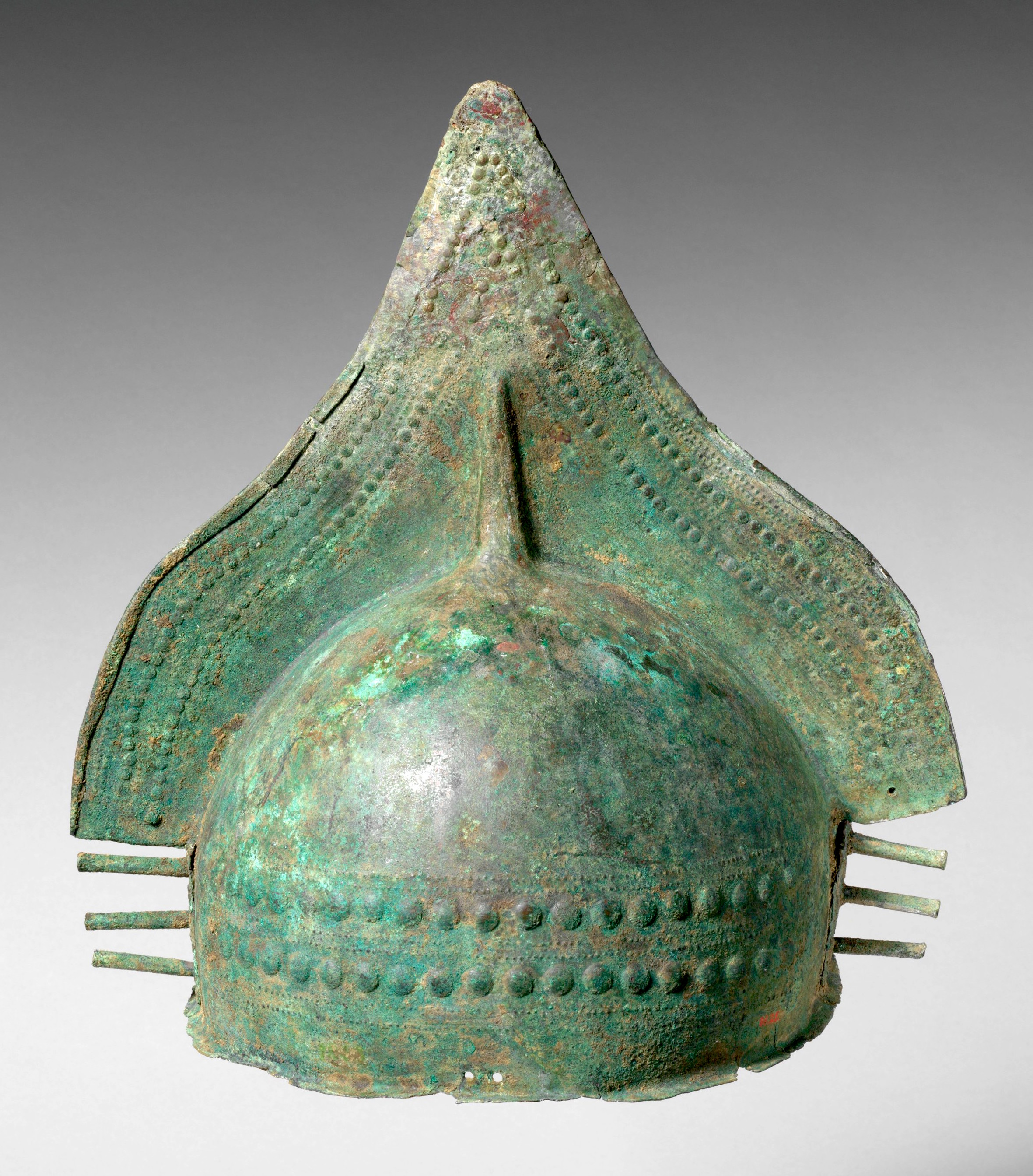
villanovahjälm (800-tal f.Kr.)
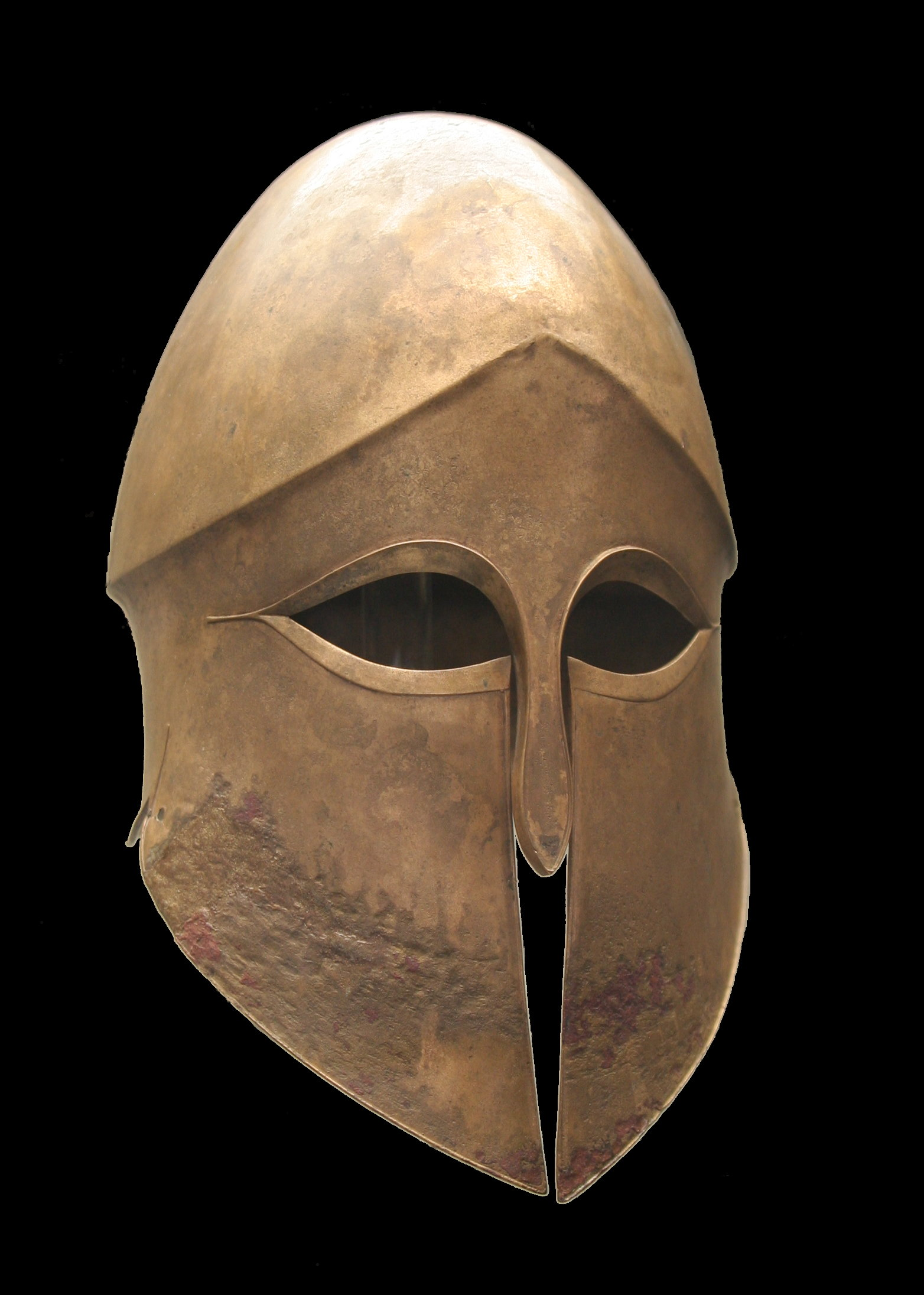
korintisk hjälm (400-tal f.Kr.)
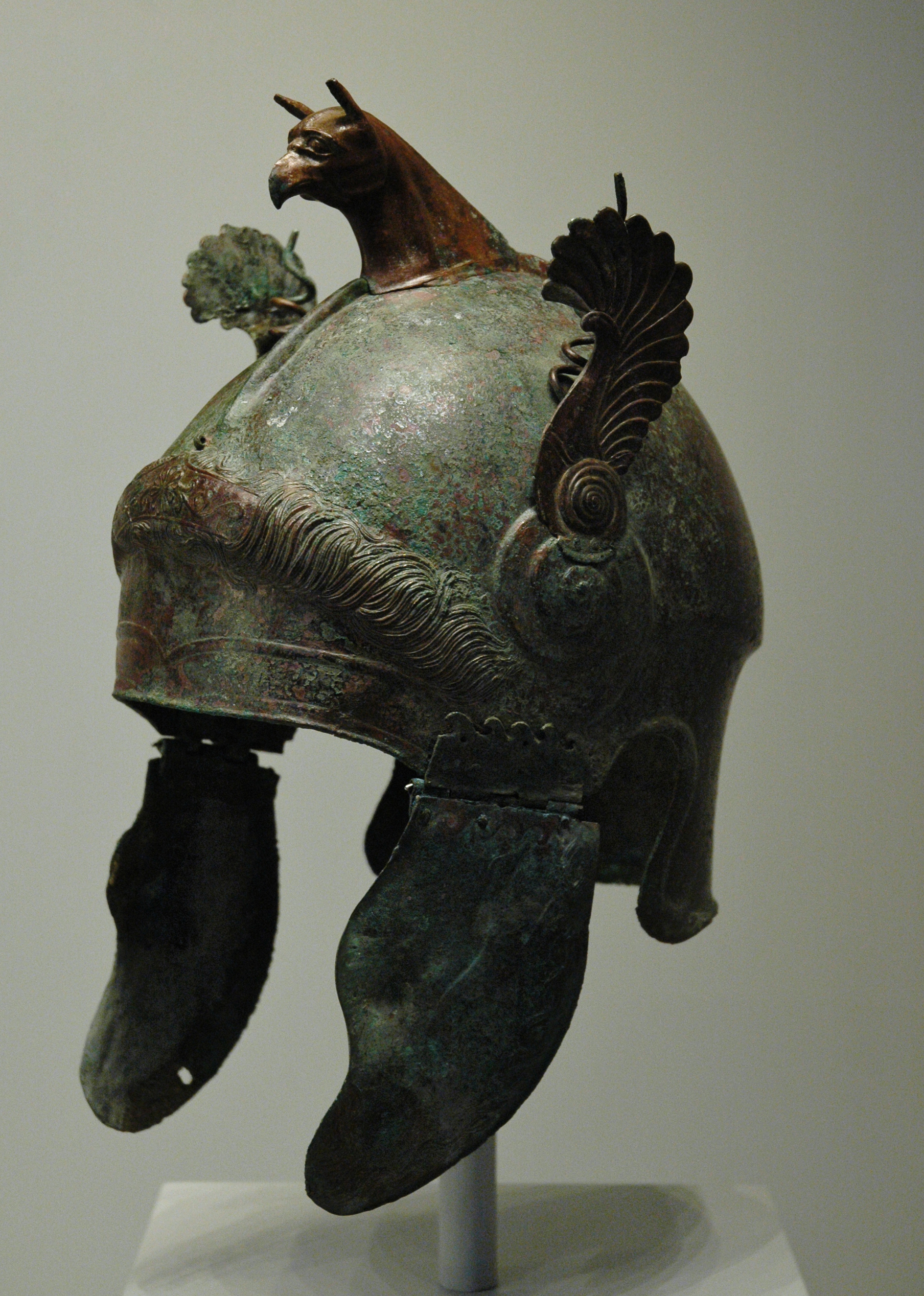
attisk hjälm (200-tal f.Kr.)

### Romersk järnålder och äldre medeltid
Under romersk järnålder förbättrades hjälmarna och under galliskt inflytande övergick man till hjälmar i järn i stället för brons. De romerska järnhjälmarna var främst baserade på de tidigare montefortinohjälmarna med gångjärnsfästa kindskydd men fick med tiden en kraftigare nackskärm och i sitt sista stadie nässkena. De germanska hjälmarna kring Jesu födelse avbildas främst utan kindskydd och pryds ofta av en galt upptill hjässan.
De romerska hjälmarna kom att påverka germanska hjälmar, vilket tydligt märks på hjälmfynd från folkvandringstiden; exempelvis: Staffordshirehjälmen(en), Coppergatehjälmen, Wollastonhjälmen(en), Sutton Hoo-hjälmen och de olika Vendelhjälmarna. Parallellt med dessa uppträdde under europeisk vikingatid även koniska hjälmar med nässkena. Dessa hjälmar kom under 1000- 1100-talet att bli vanliga i Europa under benämningen normandisk hjälm.

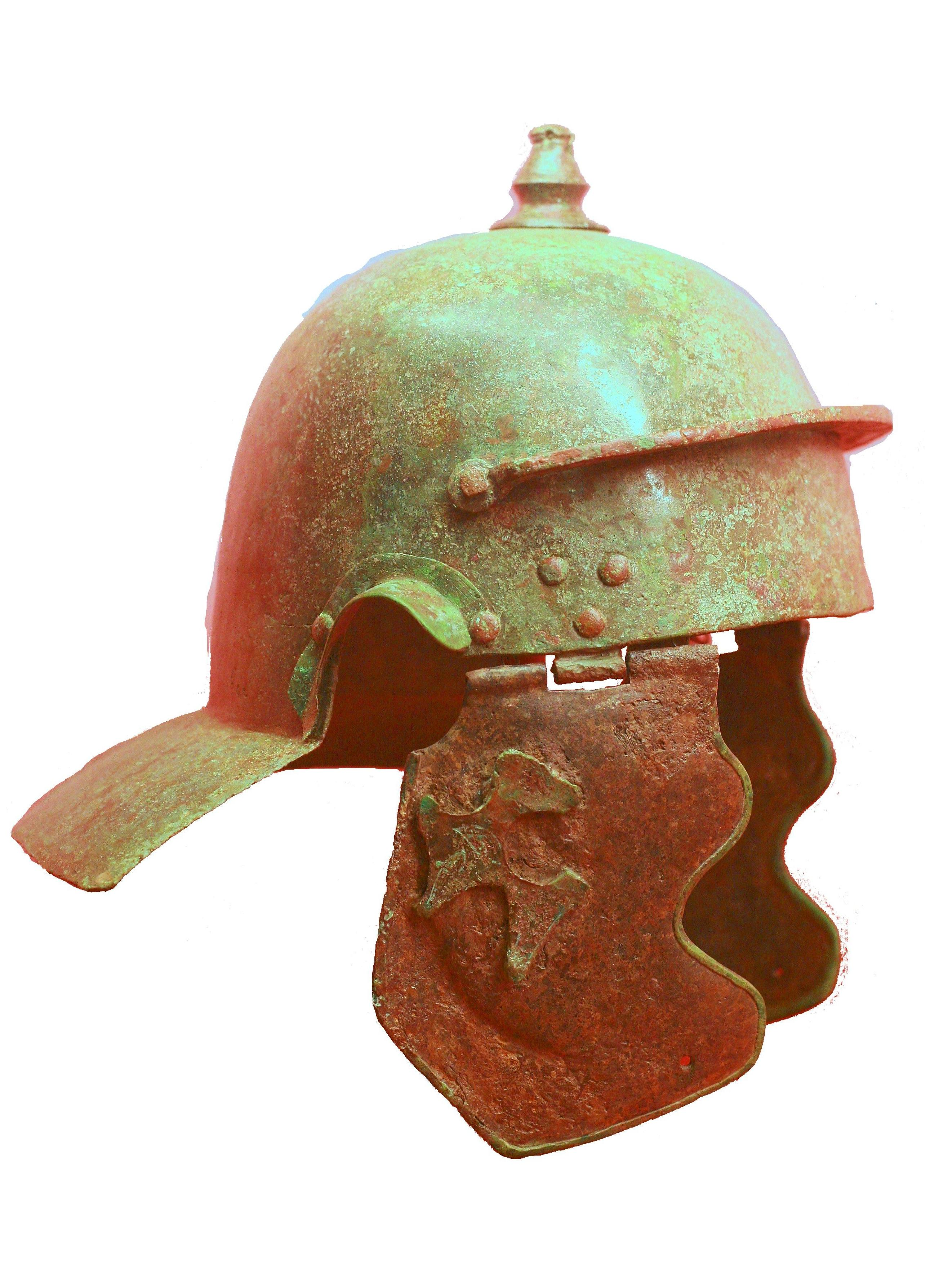
Romersk järnhjälm (100-tal).
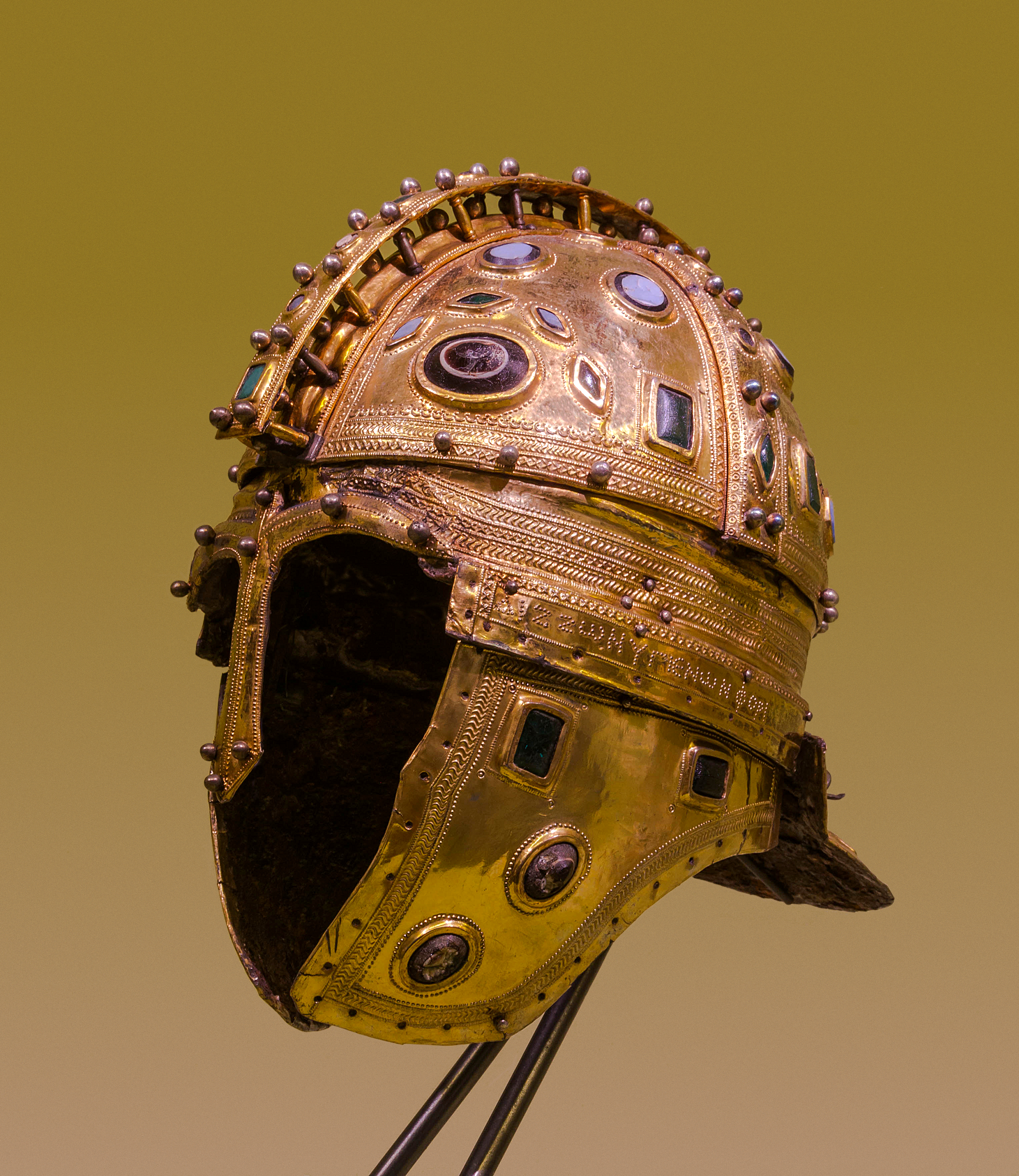
senromersk kammhjälm (300-tal)
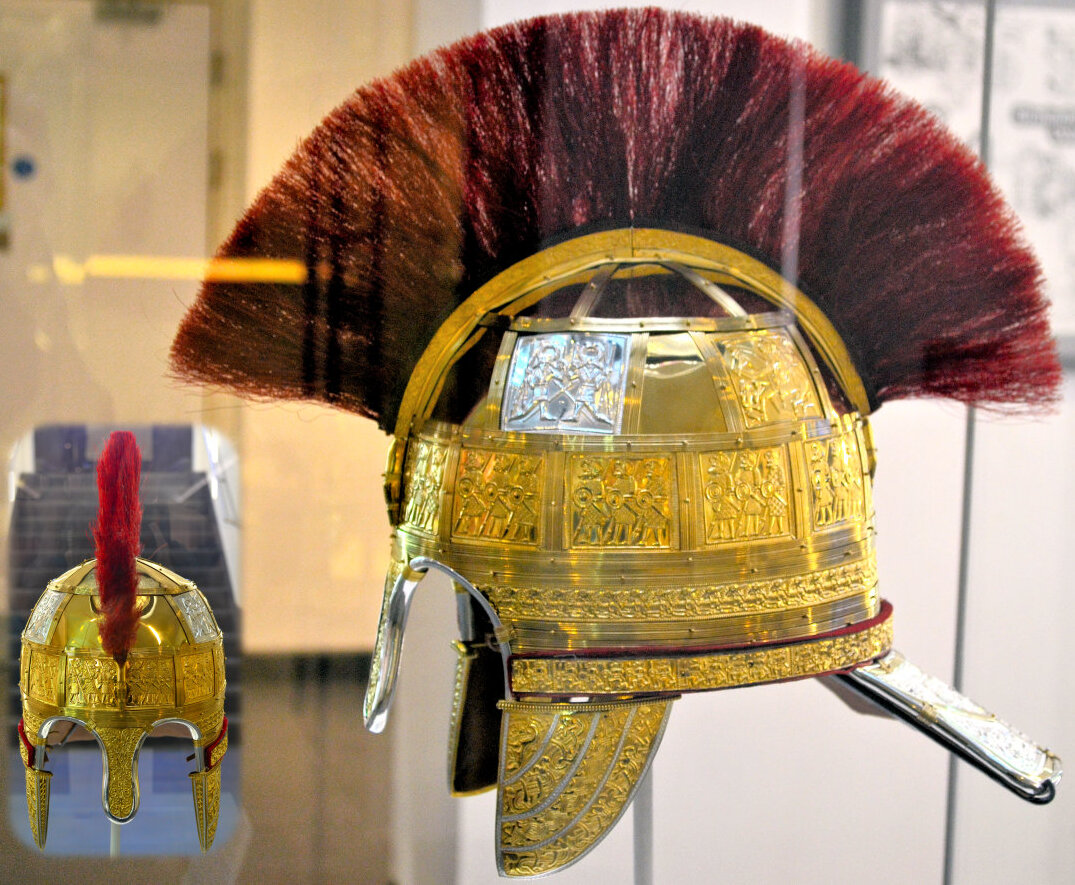
Staffordshirehjälmen(en) (600-tal)
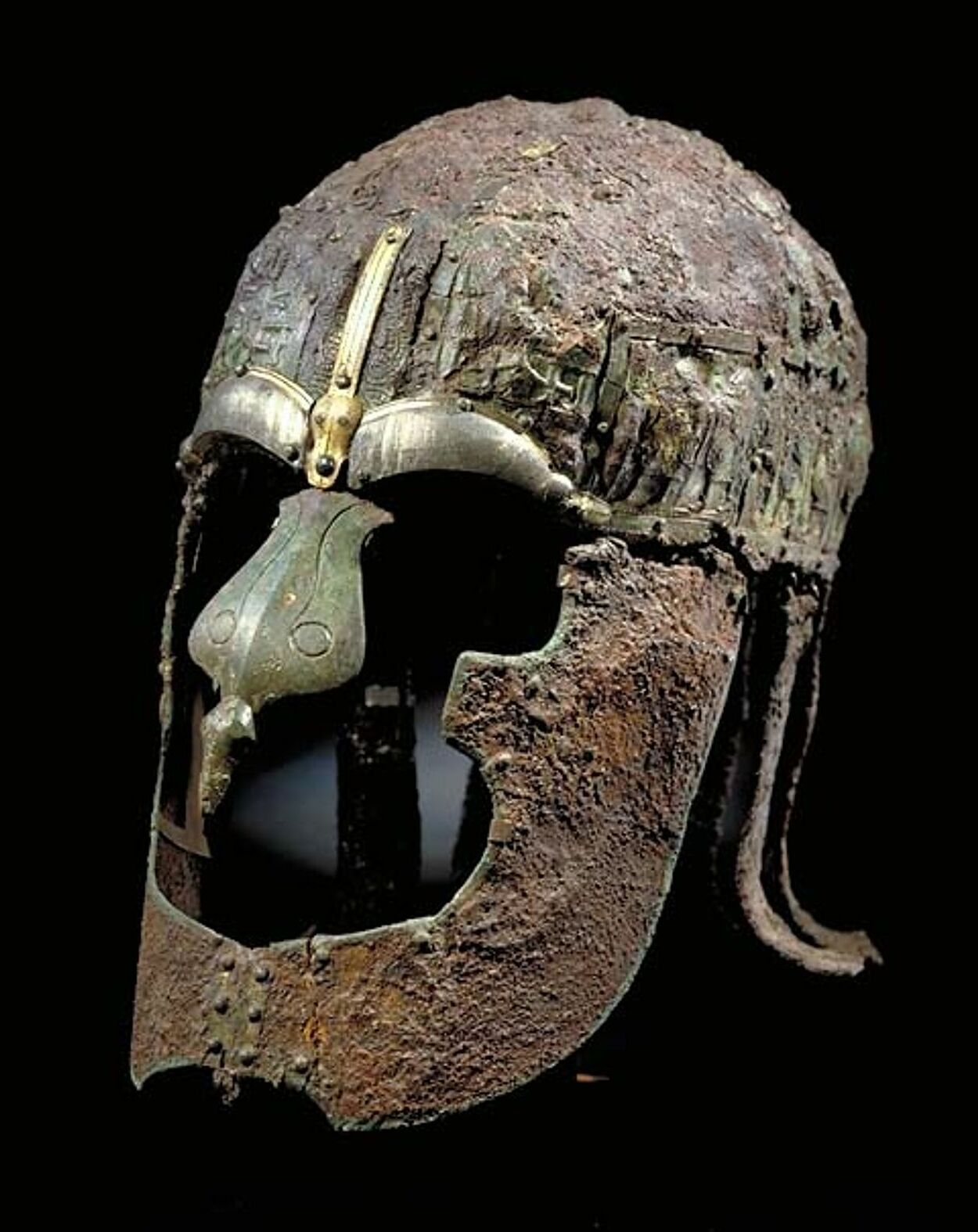
Vendelhjälm XIV (14) (560–575)
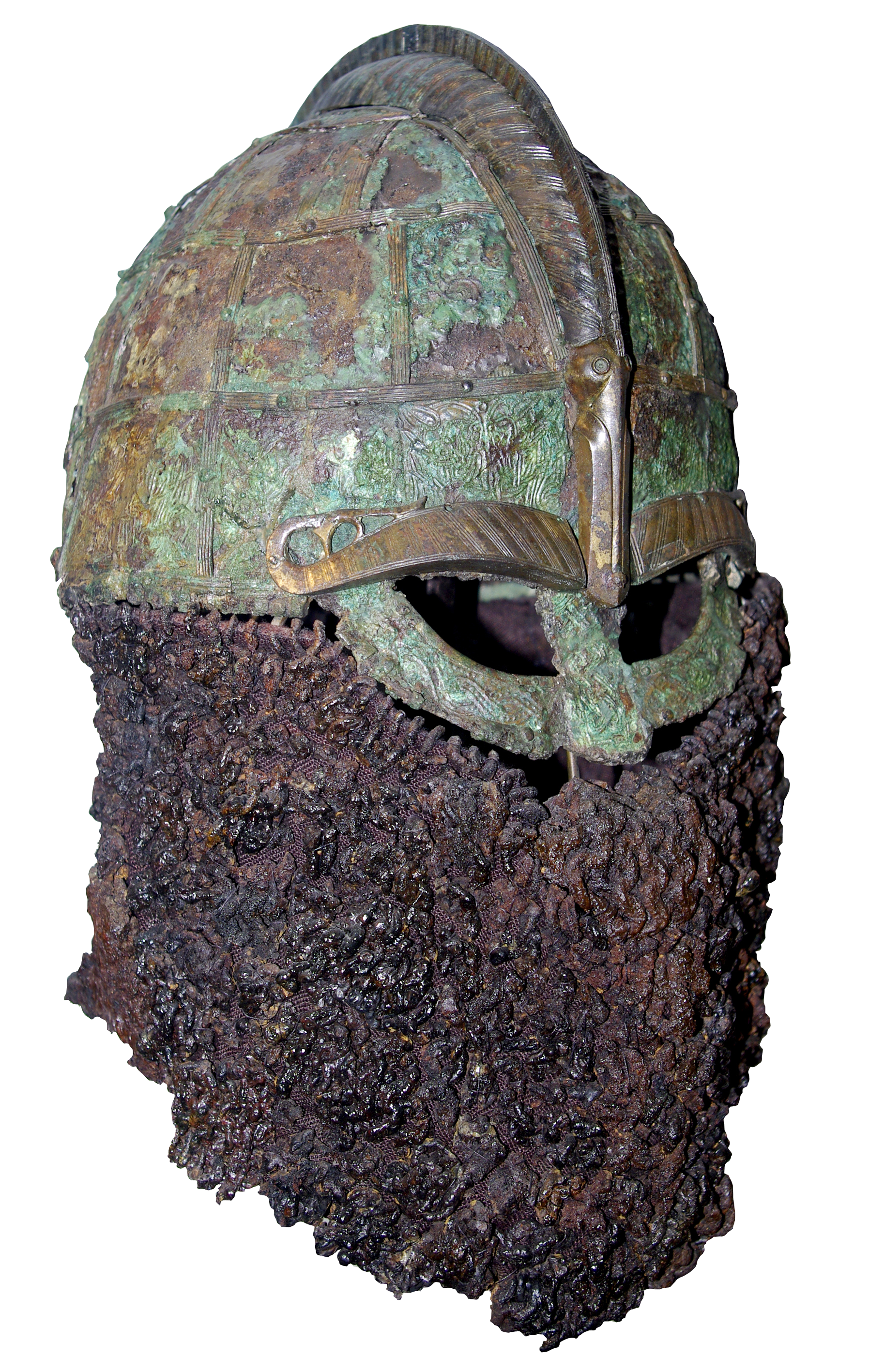
Valsgärdehjälm VIII (8) (580–630)
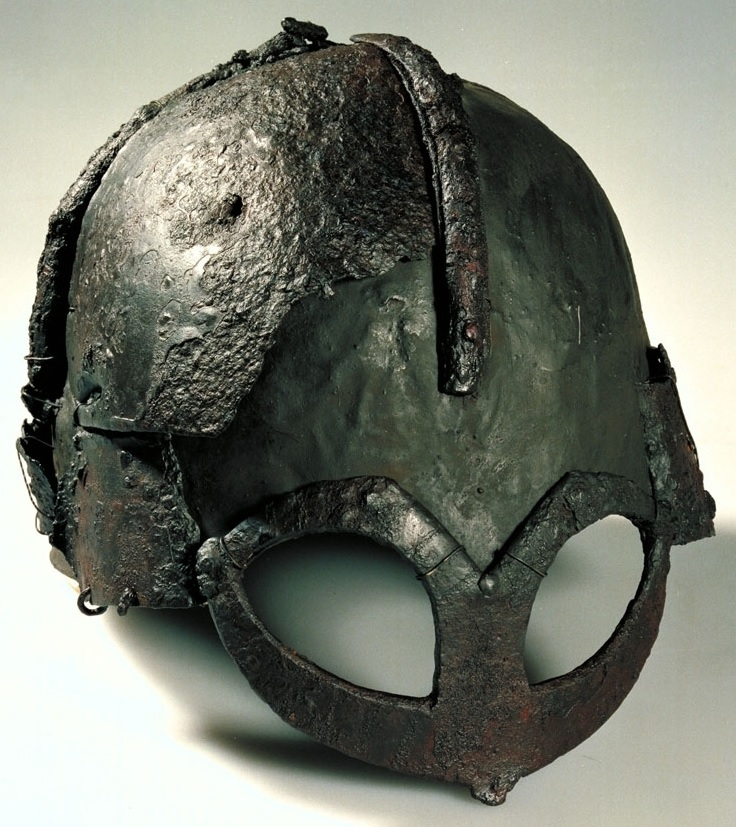
Gjermundbuhjälmen (950–1000)
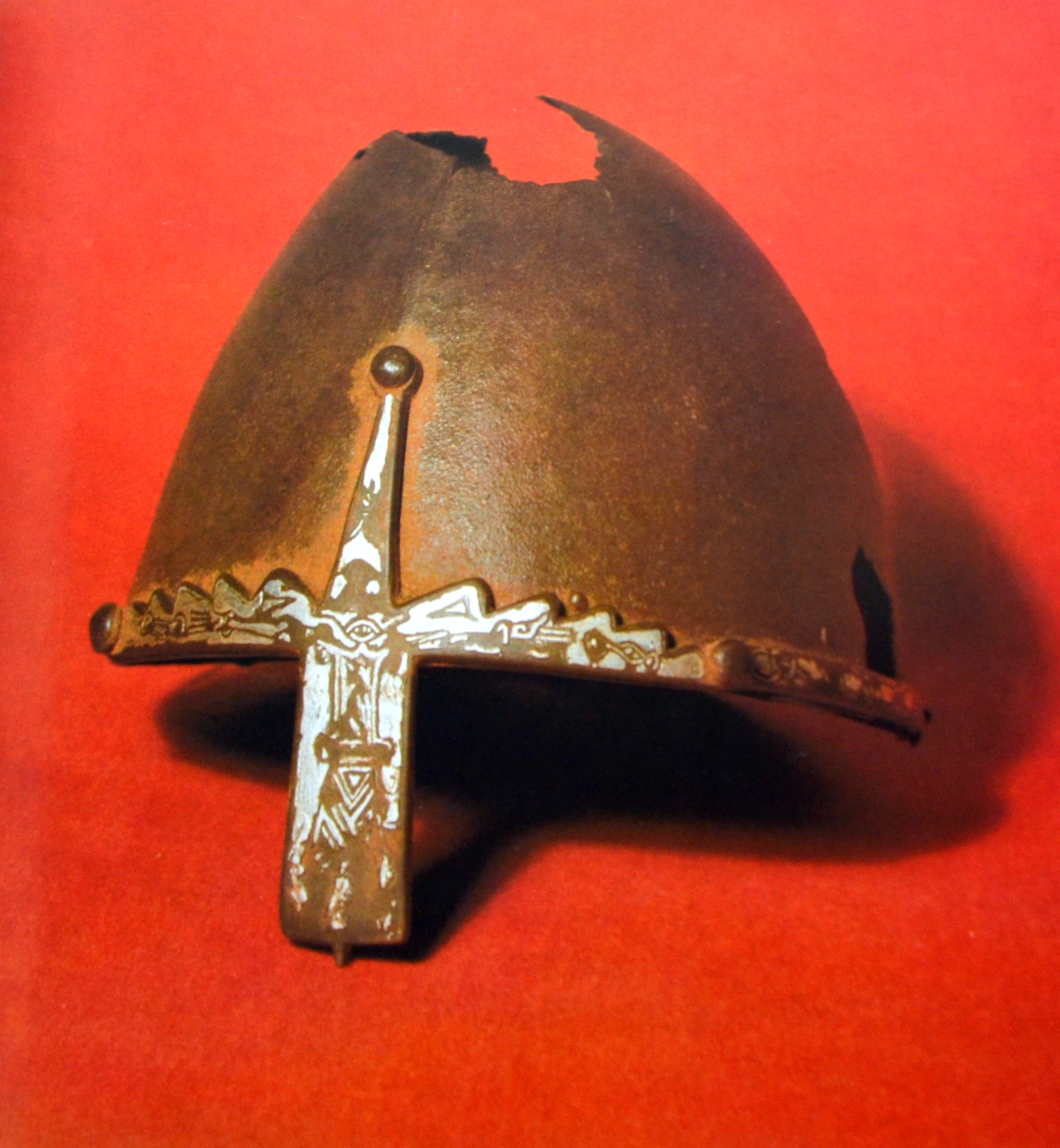
normandisk hjälm (930-tal)

### Yngre medeltid och renässansen
Vid slutet av 1100-talet uppträdde en ny hjälmtyp, upptill platt och nästa cylindrisk. Nässkyddet utvecklar sig till en plåt som täcker nästan hela ansiktet, med hål för ögon och andningshål. I början av 1200-talet utbildar de sig till en hela huvudet omslutande hjälmtyp, den så kallade kittelhjälmen (även kallad Tunnhjälm, tyska Topfhelm). Den fortlevde under hela 1200-talet men förlängdes nedåt, i början av 1300-talet ytterligare, så att den kom att vila på axlarna. Upptill omformades den för att mera följa huvudets form. På grund av sin vikt bars hjälmen oftast bara i strid.
Under denna hjälm bars på 1300-talet en rundkullig järnhuva, ur vilken samtidigt utvecklade sig en ny hjälmtyp,  Bascineten (tyska Beckenhaube, franska bassinet). Denna bars nu enbart försedd med ringbrynja och ett ansiktet skyddande uppfällbart visir. För att underlätta andningen utdrevs visiret till en hundnosliknande spets, varav den tyska benämningen Hundsgugel. Under denna hjälmtyp utvecklar sig flera av de senare visirhjälmarna.
En rent hattformig hjälmtyp med breda brätten uppträder under tidig medeltid. Denne så kallade järn- eller kittelhatt bars i synnerhet av fotfolk och bågskyttar. Ur denna utvecklar sig den på 1400-talet mycket använda saladen. Den italienska saladen, som torde ha influerats av en antik romersk hjälmtyp, får en säregen, huvudet nästan helt omslutande form. Då på 1400-talets slut riddarrustningen utvecklat sig till den krigaren helt omslutande helrustningen, blev visirhjälmen den dominerande hjälmtypen. Den omsluter huvudet helt, och är nedtill försedd med en bunt, som grep om rustningens halskrage och gjorde den helt ogenomtränglig. Visiret fick en efter ansiktet mera avpassad form och delades i 2 rörliga stycken. Hjälmtypen som efter den franska benämningen kallades armet bibehöll sin grundform för hjälmar så länge rustningar användes. Som prydnad försågs den med fjäderbuske och kom under 1500- och 1600-talen att ingå som en del i rustningen. Den på 1500-talet mycket brukade burgunderhjälmen var ett mellanting mellan salad och visirhjälm. Den var i allmänhet öppen och försedd med hög hjälmkam samt nackskydd och två kindskydd. Kindskydden kunde dock förenas under hakan och då ofta ett löst visir användes, fick burgunderhjälmen ofta stor likhet med visirhjälmen.
Många av 1500-talets praktrustningar är utrustade med både en visirhjälm och en lättare burgunderhjälm. På 1600-talet användes dessutom mycket, särskilt i 30-åriga kriget, den från Orienten stammande, med turkiska och polska trupper inkomna så kallade Zischägge en öppen hjälm med kraftig nackskydd och pannskärm samt vanligen försedd med nedfällbart nässkydd. Under 1500-talet och 1600-talet brukade även, särskilt av fotfolket, hjälmtyperna morion och cabasset. Den förra med en hög, halvmånformig kam och breda uppböjda brätten, den senare utan kam med en bakåtböjd, stjälkformad spets, varav den tyska benämningen Birnenhelm.
Då hjälmen på 1600-talet började komma ur bruk, användes i stället under hatten skålformiga, med bred skärm försedda järnhuvor, som till sist ersattes med enbart ett järnkors, fästat i hattkullen.

### Första och andra världskriget
Under första världskriget kom hjälmarna åter till heders. Vid krigsutbrottet var Tyskland den enda nation som med sina pickelhuvor i läder använde någon typ av hjälm. I skyttegravskriget visade sig dock hjälmarna vara av största vikt. Fransmännen införde kort efter krigsutbrottet en liten kalott av stålplåt och antog 1915 en verklig hjälm om 0,76 kg som skyddade mot mindre granatsplitter och skrot, känd som adrianhjälmen. Storbritannien antog 1915 en något tyngre och motståndskraftigare hjälm med en vikt på 0,98 kilo, från 1917 införd även i amerikanska armén, känd som brodiehjälmen. Tyskland införde 1916 en tyngre stålhjälm, med en vikt av 1,2 kilo, vardagligt kallad stahlhelm.
Adrianhjälmen, brodiehjälmen och den tyska stålhjälmen fortsatte se bruk genom mellankrigstiden och in i andra världskriget. Frankrike moderniserade adrianhjälmen 1926 och tyskland stahlhelm-hjälmen i flera iterationer fram till 1945. I USE ersattes brodiehjälmen 1941 med en amerikanskdesignad hjälm, betecknad Helmet, Steel, M1, enkelt kallad M1-hjälmen. Denna brukades i USA fram till 1985.
I Ryssland förekom ingen vedertagen hjälm under första världskriget, men en "tyghjälm" togs fram av kommunisterna under ryska inbördeskriget, kallad Budenovka. Denna hjälm ersattes 1936 med en ordentlig stålhjälm baserad på adrianhjälmen: SSj-36. Denna ersattes av en enklare konstruktion 1939 i SSj-39, vilken vidareutvecklades till SSj-40, SSj-60 och SSj-68.

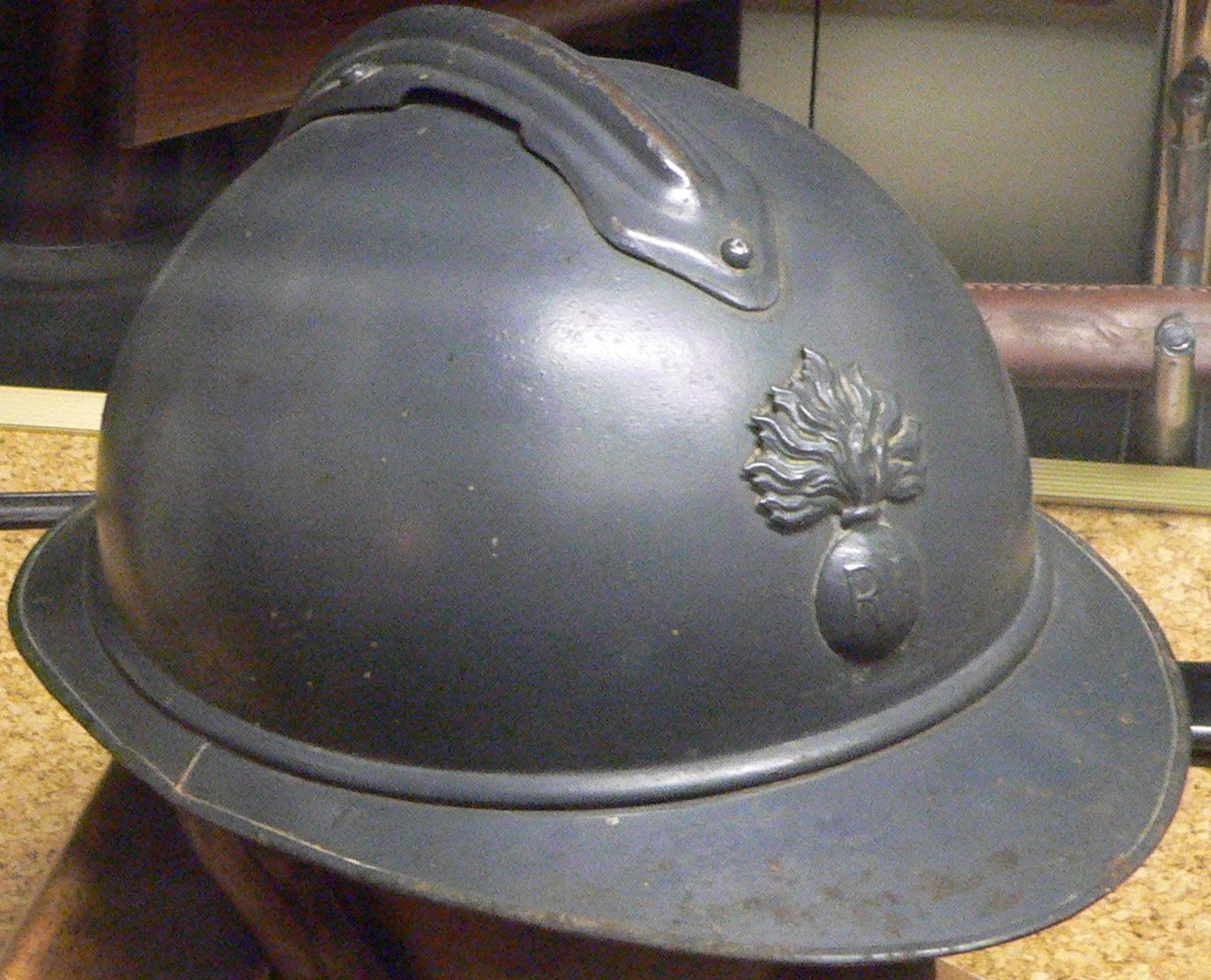
Fransk adrianhjälm M15 (1915), en av de första moderna stålhjälmarna att masstillverkas.
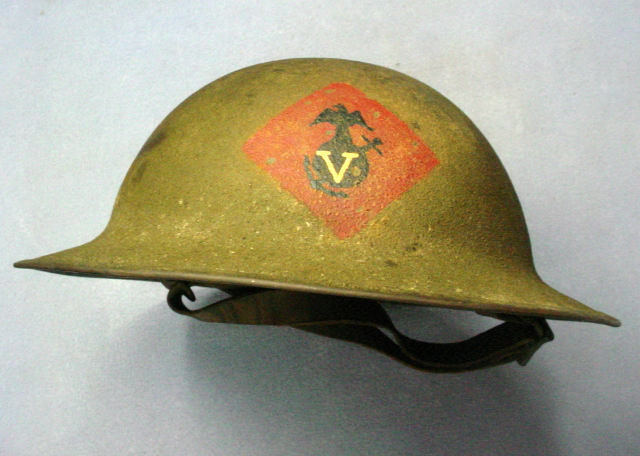
Amerikansk brodiehjälm, först antagen i Storbritannien 1915, 1917 även i USA.
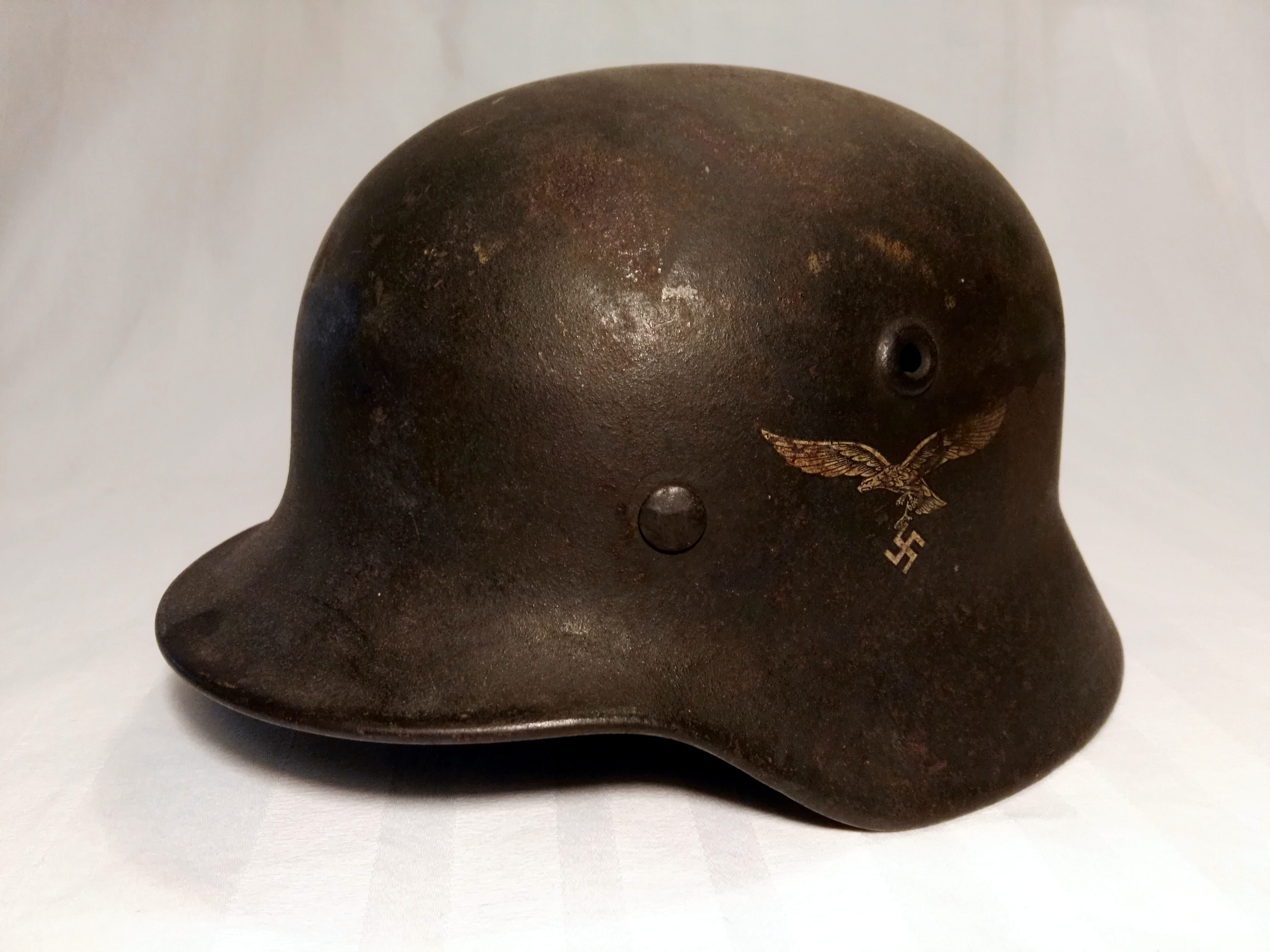
Tysk Stahlhelm m/1940 för Luftwaffes markstridsförband.
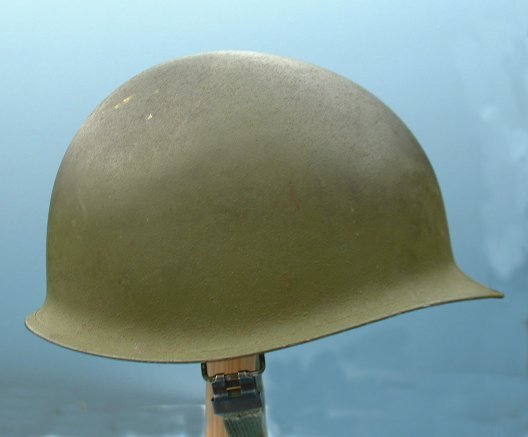
Amerikansk M1-hjälm.
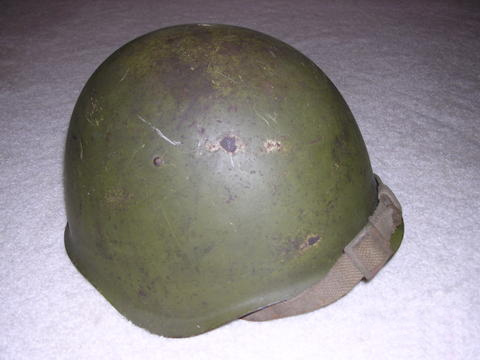
Sovjetisk SSj-39.

### Modern tid
Moderna stridshjälmar är gjorda i kevlar eller andra moderna material. De modernaste typerna har diverse kardborrband över hjässan för fäste av hjälmduk eller annat, samt ett antal fästskenor för infästning av bildförstärkare eller modernare mörkerenheter alternativt annat.

## Svensk historik

### Moderna stridshjälmar
I Sverige försiggick prov med moderna stålhjälmar under första världskrigets början. En konstruktion var hjälm fm/15 (försöksmodell 1915) som liknade den franska adrianhjälmen. Först efter kriget antogs en stålhjälm för masstillverkning i Sverige: hjälm m/21 (modell 1921), som med en vikt av 1,3 kilo hade ett gott skydd mot splitter. Denna följdes något senare av en billigare konstruktion i hjälm m/26. Dessa tidiga hjälmar producerades aldrig för hela försvaret, varför det blev nödvändigt med en ny konstruktion vid upptrappningen till andra världskriget, resulterande i hjälm m/37 som producerades för hela försvaret.
Under kriget introducerades en maskeringstråd av ståltråd som kunde fästas ovan de svenska hjälmarna för fäste av grönska i maskeringssyfte. Detta följdes efter kriget av amerikanska hjälmnät som köptes in i visst antal, kallat hjälmnät m/51. Under 1950-talets slut introducerades ett hjälmdok som bestod av ett kombinerat hjälmnät och nedfällbart vindskydd för nacke och öron, kallad hjälmdok m/59.
Hjälm m/37 samt i mindre utsträckning m/21 och m/26 brukades fram till det tidiga 2000-talet när alla äldre stålhjälmar fasades ut. I dess ställe hade en kevlarhjälm med hophörande hjälmduk tagits fram under 1990-talets början, kallad hjälm 90.